# RPM套件管理員
RPM套件管理員（簡稱RPM，全称为The Redhat Package Manager）是在Linux下广泛使用的软件包管理器。RPM此名詞可能是指.rpm的檔案格式的軟體包，也可能是指其本身的软件包管理器(RPM Package Manager)。最早由Red Hat研制，现在也由开源社区开发。RPM通常随附于Linux发行版，但也有单独将RPM作为应用软件发行的发行版（例如Gentoo）。RPM仅适用于安装用RPM来打包的软件，目前是GNU/Linux下软件包资源最丰富的软件包类型之一。

## RPM软件包
RPM软件包分为二进制包（Binary）、源代码包（Source）和Delta包三种。二进制包可以直接安装在计算机中，而源代码包将会由RPM自动编译、安装。源代码包经常以src.rpm作为后缀名。